# Michael Sundin
Michael Sundin (* 1. März 1961 in Low Fell, Gateshead, Tyne and Wear, England, Vereinigtes Königreich; † 24. Juli 1989 in Gateshead, Tyne & Wear, England, Vereinigtes Königreich) war ein britischer Tänzer, Musicaldarsteller, Fernseh- und Filmschauspieler, Fernsehmoderator und Trampolinsportler.

## Leben und Wirken
Michael Sudins Karriere begann als Trampolinspringer bzw. Sportler. Schon mit 12 Jahren holte er diverse nationale Titel. 1976 wurde er Weltmeister in der Altersklasse der 15- bis 18-Jährigen. Er wurde Mitglied des nationalen Trampolinteams von Großbritannien.
Nach Ende der Schule arbeitete er zunächst als Computerprogrammierer, als er sein Interesse am Showbusiness entdeckte. Er ging nach Newcastle, wo er im Musical Cats die Rolle des Bill Baily zwei Jahre lang darstellte. Es folgte 1982 ein Auftritt im Musikvideo I’ll tumble 4 Ya von Boy Georges Culture Club. Ab 1984 bis 1985 war er Co-Moderator der bedeutendsten Kindersendung der BBC, Blue Peter. Als Moderator war er 77 mal im Einsatz. Seine erste Filmrolle hatte er 1985 in dem Film Oz – Eine fantastische Welt. Während seiner Zeit bei Blue Peter interviewte er auch Elton John. Dazu kamen Gastrollen in diversen Serien.
Ende der 1980er ging er mit seiner Theatergruppe mit dem Stück Seven Brides for Seven Brothers auf Großbritannien-Tournee. Als Musical-Darsteller war er mit Starlight Express auf Japan- und Australien-Tournee. Seinen letzten öffentlichen Auftritt hatte er 1988 in dem Rick-Astley-Musikvideo She Wants to Dance with Me, wo er neben Rick Astley in einer Bar sitzt und später auf der Tanzfläche einer der Tänzer ist.
Michael Sundin starb am 24. Juli 1989 im Alter von 28 Jahren an den Folgen seiner AIDS-Erkrankung.

## Skandal
Seine Homosexualität und die homo- und aidsphobe Stimmung in Großbritannien beendete seine Karriere. Eltern beschwerten sich bei der BBC über das feminine Verhalten des Moderators, der so kein Vorbild für Kinder sein könne. Ein Kollege steckte der Presse, dass Sundin, der in einer Scheinbeziehung mit einer Frau lebte, in Wahrheit homosexuell sei. Dann wurde er in einem Schwulenclub in Unterhose tanzend von Paparazzi fotografiert und gab am nächsten Tag der Regenbogenpresse ein merkwürdiges Interview, in dem er von homosexuellem Verhalten in seiner Jugendzeit sprach, aber dass er in einer Beziehung zu einer Frau lebe. Daraufhin entließ ihn die BBC als Moderator.

## Filmographie
- Forever Young, 1983
- Oz – Eine fantastische Welt, 1985
- Das wahre Leben der Alice im Wunderland, 1985
- Lionheart, 1987